# Army Men: Toys in Space
Army Men: Toys in Space — игра в серии Army Men, разработанная и изданная компанией 3DO для Windows 13 октября 1999 года в США и 1 марта 2000 года в Европе. Игра представляет собой стратегию в реальном времени.
Эта игра добавляет две новых армии: космические войска и пришельцев. В Army Men: Toys in Space появляются элементы научной фантастики, которых не было в предыдущих играх серии. Также в Toys in Space изменено управление, добавлены новые юниты, оружие, транспортные средства.

## Сюжет
Вот уже много лет идёт война между двумя армиями игрушечных солдатиков — Зелёными (англ. Green) и Коричневыми (англ. Tan). К моменту начала событий игры на фронте затишье — противники лишь изредка вступают в перестрелки и время от времени проводят рекогносцировку позиций противника. Затишье прекращается тогда, когда на крышу командного бункера Коричневых падает летающая тарелка. Солдаты Коричневых берут оцепляют место инцидента, однако их командир генерал Пластро (англ. Plastro), осознавая возможные выгоды от использования инопланетных технологий, приказывает своим подчинённым разойтись и начинает обсуждать с пришельцами перспективы сотрудничества...
В это время главный персонаж серии игр Серж (англ. Sarge, от англ. Sergeant — Сержант) совершает, во главе состоящей из новобранцев разведгруппы Зелёных, вылазку на территорию Коричневых. Командование Зелёных, заметившее подозрительную активность Коричневых в месте падения летающей тарелки, приказывает Сержу выяснить, в чем дело. Сержу и его группе удаётся добраться до корабля, сломив сопротивление превосходящих сил противника благодаря артиллерийской поддержке и поддержке с воздуха; после этого он уничтожает покинутый пришельцами корабль, заложив в него взрывчатку. После этого к кораблю подходит батальон Коричневых, отрезая отряду Сержа путь к отступлению; в этот же момент Серж получает послание от неизвестного, который рассказывает ему о союзе Коричневых и пришельцев и предлагает объединить силы против них. Найдя подземный туннель, Серж и его люди скрываются в нём от преследователей.
В подземелье Серж знакомится с Тиной Туморроу (англ. Tina Tomorrow), командующей Галактической армией — именно она предложила ему союз против Коричневых и пришельцев. После выхода из подземелья отряд Сержа и солдаты Галактической Армии обнаруживают пришельцев: огромных оранжевых черноглазых солдат, вооружённых дезинтеграторами. С большим трудом им удаётся бежать от врагов.
Сержу и Тине удаётся узнать, что генерал Пластро, заключив союз с пришельцами, вторгся на территорию Зелёных, нанеся тяжёлые потери их армии, и уничтожил их столицу. Сержу удаётся сплотить вокруг себя остатки армии Зелёных и эвакуировать в безопасное место гражданских, уничтожив при этом значительное число Коричневых и пришельцев.
После этого Серж и Тина решают продолжить войну с пришельцами в космосе. Они находят портал, который переносит их в космос, где пришельцы и Галактическая армия уже много лет ведут войну. В космосе отряд Сержа, вместе с Галактической армией, наносит пришельцам ряд поражений. В это время на Земле Зелёные успешно контратакуют Коричневых — пришельцы, вынужденные отвлечься на борьбу с Галактической армией, уже не могут эффективно помогать своим союзникам.
Тине удаётся выйти на след лидера пришельцев, но вскоре она узнаёт, что противник раскрыл местонахождение главной базы Галактической армии и атаковал её. В итоге атаку удаётся отбить, хотя базе нанесён большой ущерб. После этого Серж и Тина проводят массированную атаку на командный центр пришельцев, уничтожив их лидера и нанеся поражение его элитной гвардии. Свидетелем разгрома пришельцев становится Пластро, вынужденный бежать от наступающей армии Зелёных.
После победы над пришельцами Серж и Тина проводят ночь вместе, после чего Серж и его отряд возвращаются на Землю для того, чтобы продолжить войну с Коричневыми.

## Отзывы и рецензии
| Сводный рейтинг    | Сводный рейтинг |
| Агрегатор          | Оценка          |
| ------------------ | --------------- |
| GameRankings       | 29 %            |
| Иноязычные издания |                 |
| Издание            | Оценка          |
| AllGame            | [ 3 ]           |
| IGN                | 4,8/10          |
| PC Gamer (UK)      | 29 %            |
| PCZone             | 19 %            |

Игра получила в основном негативные отзывы на GameRankings — лишь 29% рецензий были положительными.